# Население Сочи
Поскольку Сочи является относительно молодым городом (урбанизационные процессы в сочинском регионе начались лишь после 1864 года), население этого города формировалось в основном благодаря внешней миграции. Сочи является одним из немногих российских городов, чьё население неуклонно растёт начиная с 1980-х, благодаря престижности курорта, благоприятному климату и наличию рабочих мест. Небольшой спад общего населения отметился только после 2002 года, тем не менее, показатель населения в пределах городской черты сохраняет тенденцию к росту.
По оценке главы Сочи в 2022 г., население города составляло 720 тыс. человек.

## Численность населения города
| 1888     | 1897     | 1926     | 1931     | 1939     | 1959     | 1962     | 1967     | 1970     | 1973     | 1975     |
| -------- | -------- | -------- | -------- | -------- | -------- | -------- | -------- | -------- | -------- | -------- |
| 268      | ↗1000    | ↗10 433  | ↗12 000  | ↗49 813  | ↗81 912  | ↗174 000 | ↗188 000 | ↗224 031 | ↗241 000 | ↗264 000 |
| 1976     | 1979     | 1982     | 1985     | 1986     | 1987     | 1989     | 1990     | 1991     | 1992     | 1993     |
| →264 000 | ↗287 353 | ↗300 000 | ↘292 000 | ↗323 000 | ↘317 000 | ↗336 514 | ↘314 000 | ↗342 000 | ↗344 000 | ↗352 000 |
| 1994     | 1995     | 1996     | 1997     | 1998     | 1999     | 2000     | 2001     | 2002     | 2003     | 2004     |
| ↗353 000 | ↘330 000 | ↗331 000 | ↗359 000 | ↘335 000 | ↗359 300 | ↘358 600 | ↘332 900 | ↘328 809 | ↘328 800 | ↘328 000 |
| 2005     | 2006     | 2007     | 2008     | 2009     | 2010     | 2011     | 2012     | 2013     | 2014     | 2015     |
| ↗328 500 | ↗329 481 | ↗331 059 | ↗334 282 | ↗337 947 | ↗343 334 | ↘343 300 | ↗360 324 | ↗368 011 | ↗394 651 | ↘389 946 |
| 2016     | 2017     | 2018     | 2019     | 2020     | 2021     | 2023     | 2024     | 2025     |          |          |
| ↗401 291 | ↗411 524 | ↗424 281 | ↗438 726 | ↗443 562 | ↗466 078 | ↘446 599 | ↘444 989 | ↗445 149 |          |          |

## Численность населения городского округа
| 1888     | 1891     | 1897     | 1904     | 1916     | 1926     | 1932     |
| -------- | -------- | -------- | -------- | -------- | -------- | -------- |
| 268      | ↗460     | ↗1352    | ↗8163    | ↗13 254  | ↘13 000  | ↗17 010  |
| 1939     | 1959     | 1970     | 1979     | 1989     | 1992     | 1994     |
| ↗72 597  | ↗127 000 | ↗245 300 | ↗292 300 | ↗361 200 | ↗369 900 | ↗378 300 |
| 1997     | 2002     | 2007     | 2008     | 2009     | 2010     | 2011     |
| ↗388 200 | ↗397 103 | ↗402 043 | ↗406 800 | ↗410 987 | ↗420 589 | ↗421 452 |
| 2012     | 2013     | 2014     | 2015     | 2016     | 2017     | 2018     |
| ↗437 604 | ↗445 209 | ↗473 206 | ↘467 681 | ↗480 215 | ↗492 601 | ↗507 365 |
| 2019     | 2020     | 2021     | 2023     | 2024     | 2025     |          |
| ↗524 023 | ↗530 391 | ↗564 367 | ↘561 793 | ↘559 991 | ↗561 610 |          |

## Плотность населения города
Плотность населения Сочи — 2518.24 чел./км2 (2025). Население неравномерно распределено по территории города: наиболее плотно заселены теплые прибрежные области с малыми перепадами температур, а в высокогорных холодных районах постоянное население практически отсутствует.

## Урбанизация

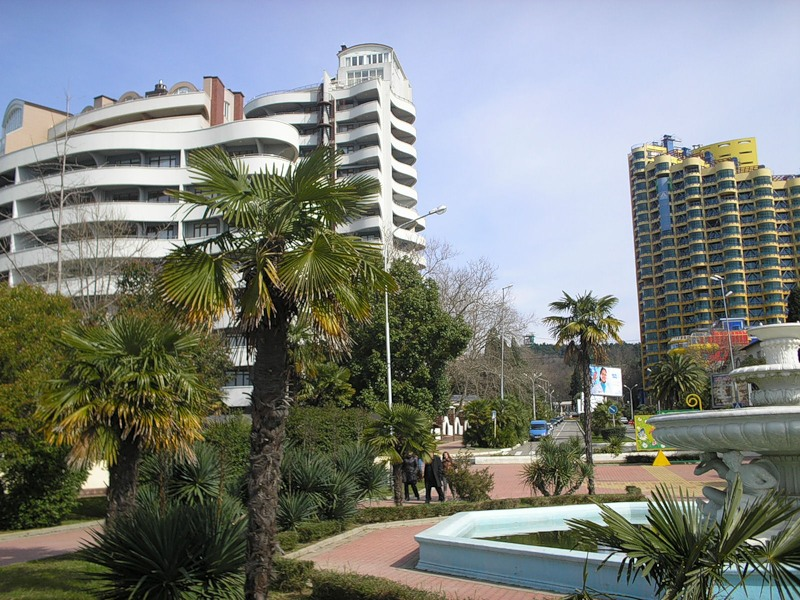
Фонтан и дома на проспекте Пушкина

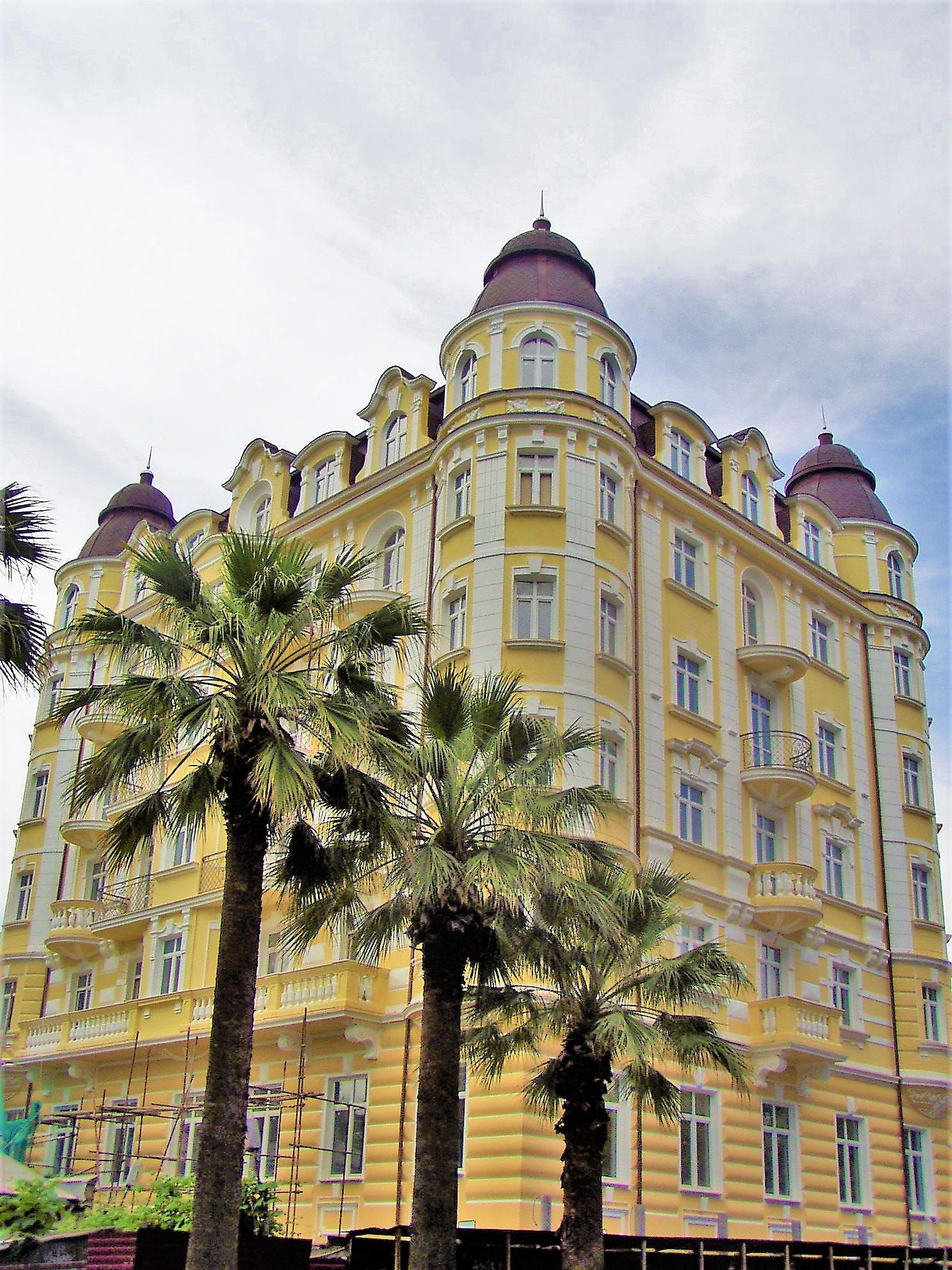
Морской переулок, 9

В таблице указана численность городского населения микрорайонов собственно Сочи. В составе муниципального образования город-курорт Сочи входят также посёлок городского типа и сельские округа. Население муниципального образования город-курорт Сочи — 561 610 чел. (2025), в том числе:
Городское (в пределах городской черты: микрорайоны) — 411.5 тыс. чел. (83,5 %)
Городское (в пределах городской черты и поселок городского типа Красная Поляна) — 416.2 тыс. чел. (84,5 %)
Сельское (сельские округа: сёла, посёлки, аулы) — 76.4 тыс. чел. (15,5 %)
Спад населения в 2021 был связан с отделением Дагомыса.
Динамика численности городского и сельского населения
| Год  | Население, чел. | Население, чел. | Население, чел. |
| Год  | всего           | городское       | сельское        |
| ---- | --------------- | --------------- | --------------- |
| 1959 | 95 234          | 95 234          |                 |
| 1970 | 267 355         | 227 876         | 39 479          |
| 1979 | 336 926         | 290 996         | 45 930          |
| 1989 | 385 851         | 339 814         | 46 037          |
| 2002 | 397 103         | 332 778         | 64 325          |
| 2010 | 420 589         | 347 932         | 72 657          |

В городских условиях (Сочи, Красная Поляна) проживают 80,89 % населения муниципального образования.

## Половой состав
В Сочи преобладает женское население — 53,7 %, мужское население составляет 46,3 % от общей численности населения.

## Национальный состав и языки

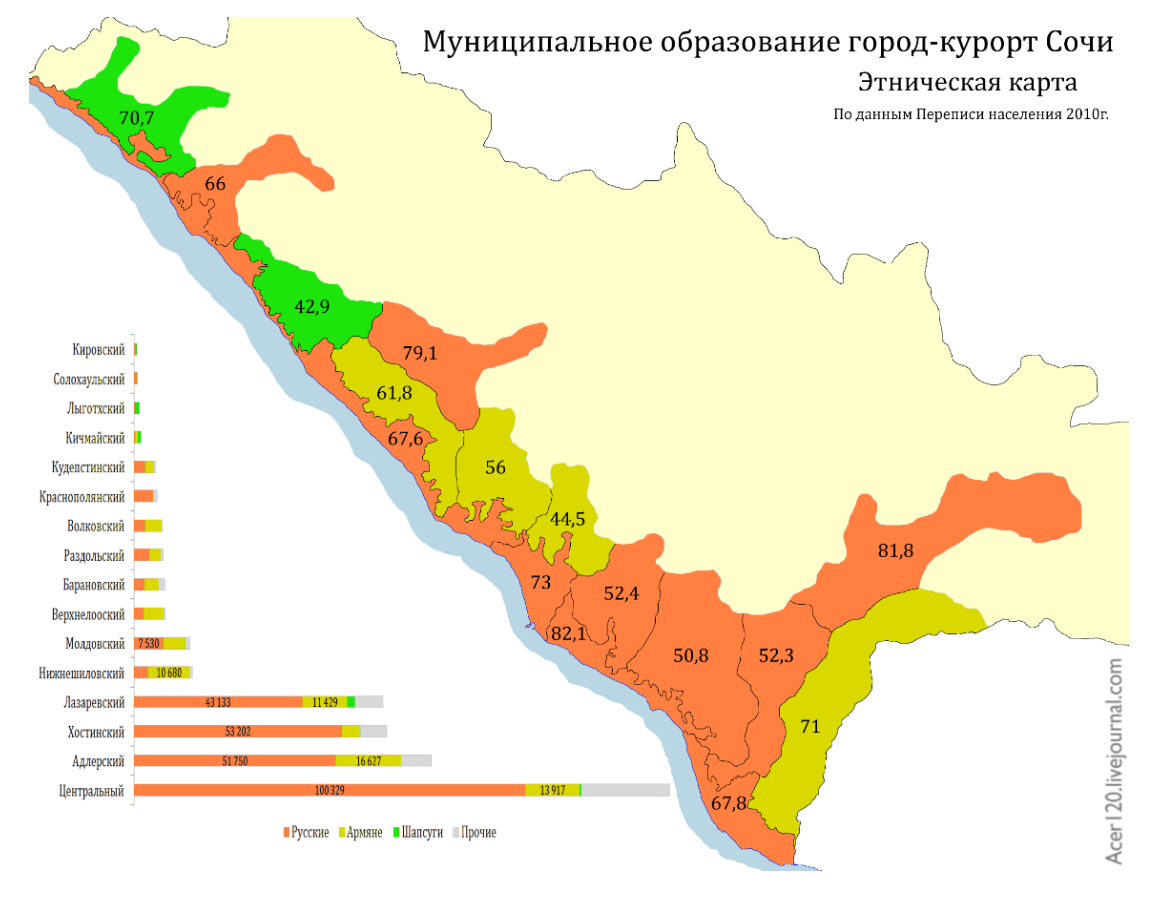
Этническая карта городского округа Сочи по городским и сельским поселениям, в %, перепись 2010 г.

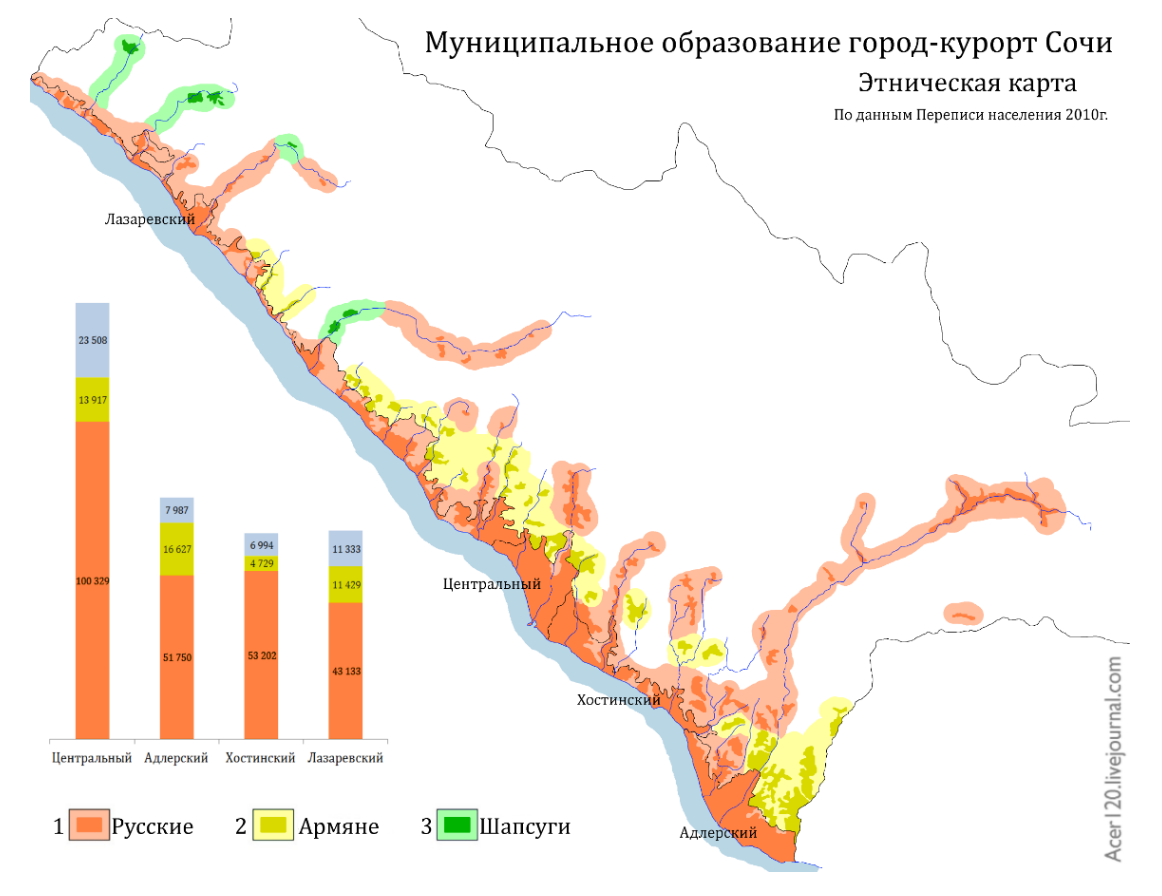
Расселение русских, армян и шапсугов в городском округе Сочи по населённым пунктам и районам, перепись 2010 г.

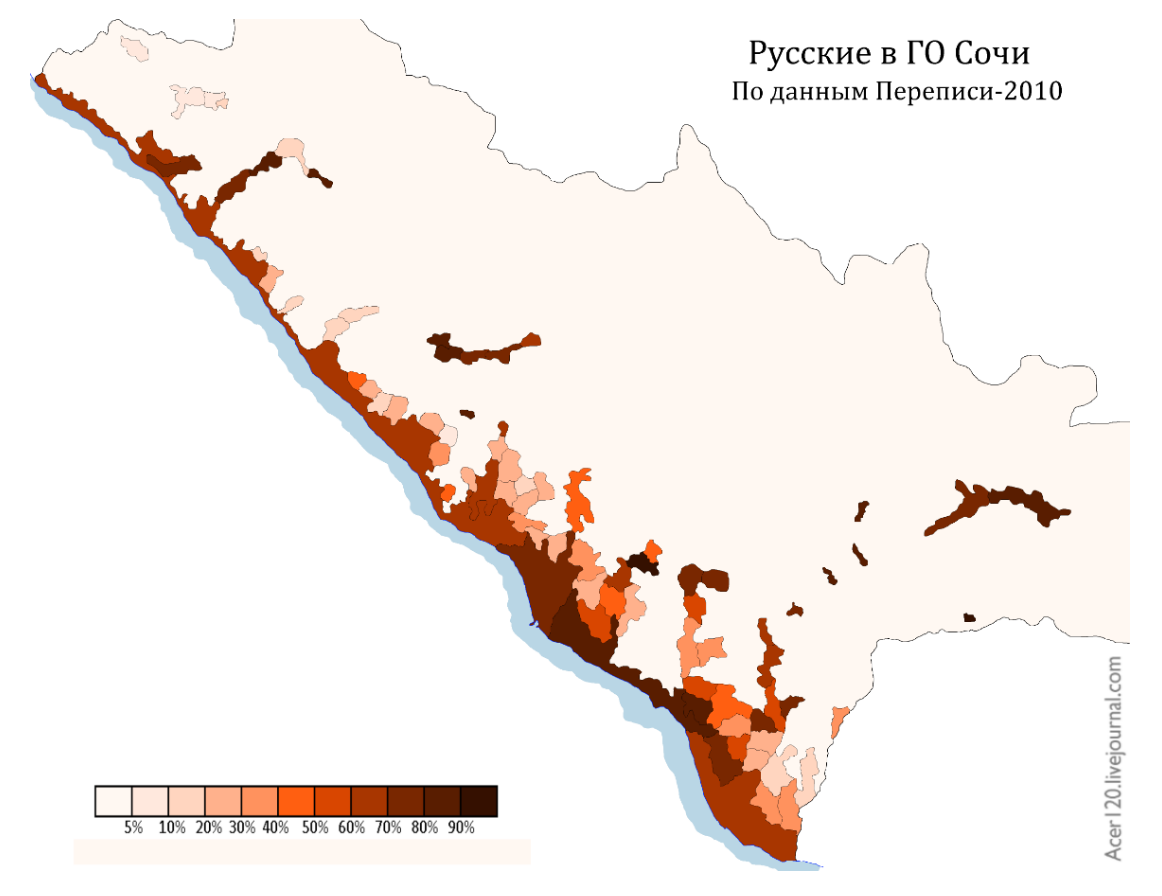
Расселение русских в городском округе Сочи по населённым пунктам, в %, перепись 2010 г.

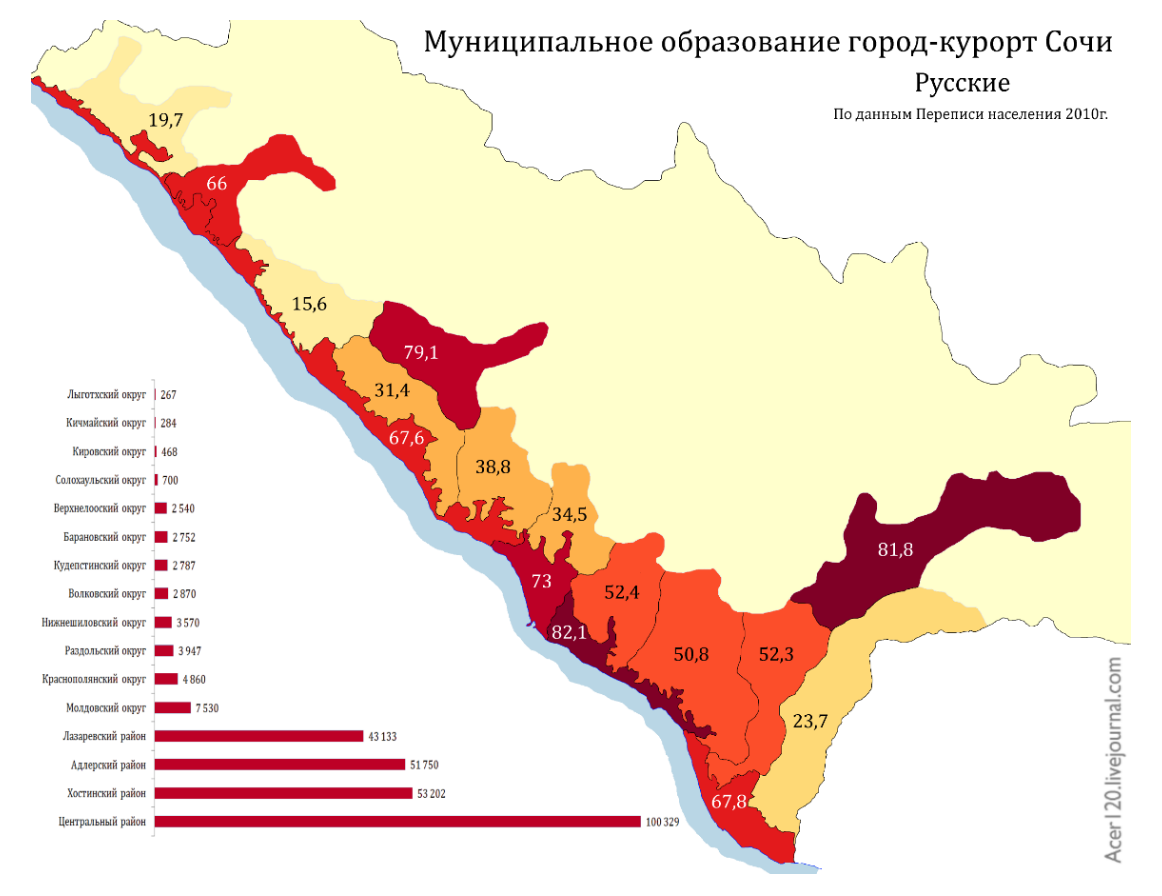
Расселение русских в городском округе Сочи по городским и сельским поселениям, в %, перепись 2010 г.

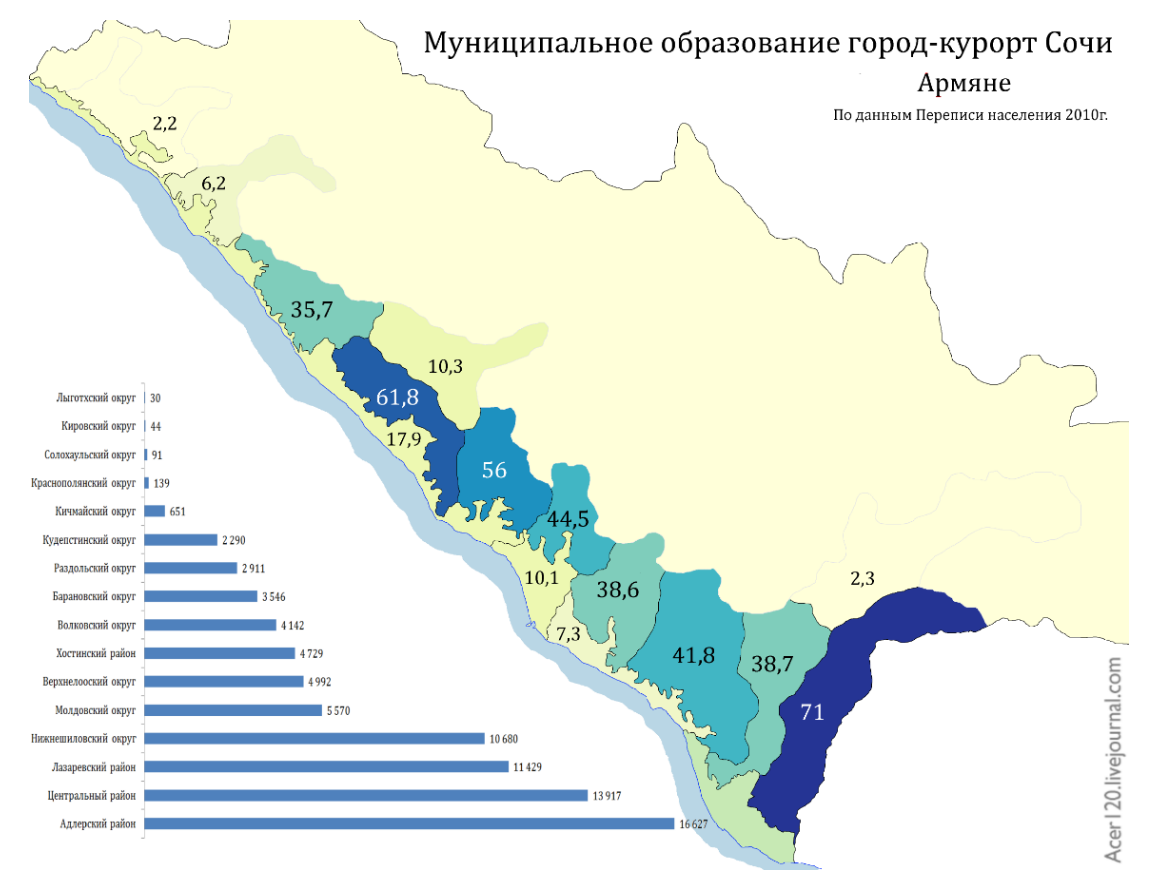
Расселение армян в городском округе Сочи по городским и сельским поселениям, в %, перепись 2010 г.

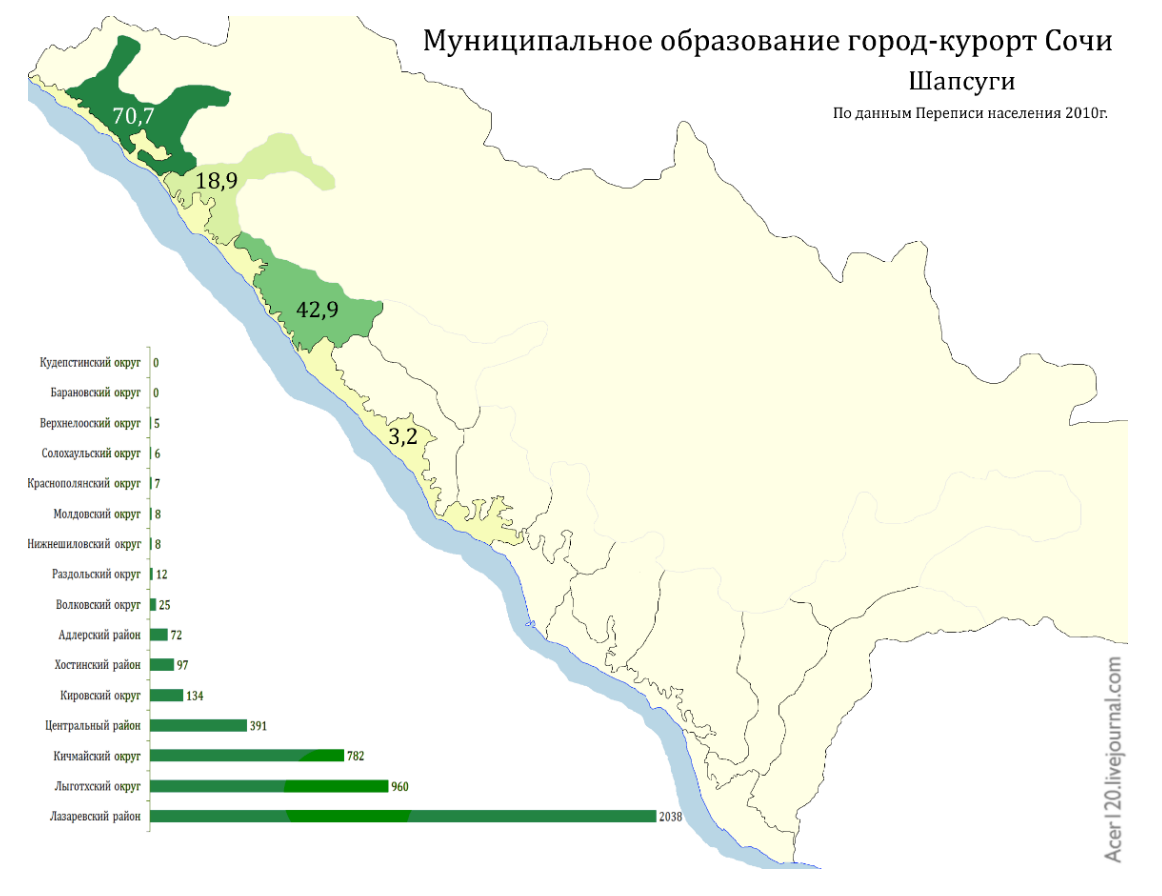
Расселение шапсугов в городском округе Сочи по городским и сельским поселениям, в %, перепись 2010 г.

Современное население Сочи (численность и национальный состав) сформировались в основном в советский период в результате интенсивных миграционных процессов, а также значительного естественного прироста. До 1864 года население Южного склона Западного Кавказа достигало 300 тысяч человек (шапсуги, убыхи, садзы, ахчипсоу и др., см. Кавказское мухаджирство), сначала исповедовавших христианство с примесью местного шаманизма и анимизма (во времена Византии), а затем перешедших в ислам в эпоху Османской империи.
По данным всероссийской переписи населения 1897 года, в Сочинском округе проживало 13 153 человека. Коренного (приписного) населения (в 1899 г.) — 4978 человек, среди которых:
| - Греки — 1279 (25.7 %) - Русские — 1206 (24.2 %) - Черкесы — 685 (13.8 %) - Эстонцы — 565 (11.3 %) - Молдаване — 540 (10.8 %) - Мингрельцы — 528 (10.6 %) - остальные национальности — 175 (3.5 %) |

По данным этнографической карты Черноморской губернии, составленной Е. Кондратенко в 1900 году, численность населения Черноморского побережья Кавказа составляла
:
- Русские — 20 265 (62,4 %)
- Греки — 5583 (16,9 %)
- Черкесы — 2052 (6,2 %)
- Армяне — 1305 (4,0 %)
- Грузины — 1076 (3,2 %)
- Молдаване — 1038 (3,1 %)
- Чехи — 826 (2,5 %)
- Поляки — 333 (1,1 %)
- Турки — 254 (0,8 %)
- Эстонцы — 175 (0,5 %)
- Французы — 19 (0,1 %)

По данным Отделения статистики Городской администрации в 1992 году при общем населении 369 900 в Сочи проживали:
- русские — 68,7 % (254,2 тыс.)
- армяне (амшенцы, ереванцы)  — 14,2 % (52,6 тыс.)
- украинцы — 5,9 % (21,9 тыс.)
- грузины — 3,5 % (5,6 тыс.)
- греки — 2,4 % (5,4 тыс.)
- адыги (черкессы) (шапсуги) — 1,2 % (4,4 тыс.)
- белорусы — 1,1 % (4,0 тыс.)
- татары — 0,6 % (2,2 тыс.)
- осетины — 0,5 % (1,2 тыс.)
- молдоване — 0,3 % (1,0 тыс.)
- евреи — 0,4 % (900 чел.)
- немцы — 0,3 % (800 чел.)
- другие — 5,0 % (19,3 тыс.)

По данным Всероссийской переписи населения 2010 года из 420 589 жителей в городском округе Сочи, национальность указана у 403 401 чел. из них (народы более 1000 чел.) составляют:
- русские — 69,92 % (282 072 чел.)
- армяне — 20,09 % (81 045 чел.)
- украинцы — 2,29 % (9 240 чел.)
- грузины — 2,03 % (8 190 чел.)
- адыги (черкесы) — 1,20 % (4 778 чел.)
- греки — 0,82 % (3 492 чел.)
- татары — 0,49 % (1 986 чел.)
- белорусы — 0,44 % (1 865 чел.)
- абхазы — 0,30 % (1 728 чел.)
- осетины — 0,28 % (1 603 чел.)
- другие — 2,14 % (8 672 чел.)
- всего — 100,00 % (403 401 чел.)

По итогам переписи населения 2020 года проживали следующие национальности (национальности менее 0,1 % и другое см. в сноске к строке «Другие»):
| Национальность | Численность, чел. | Доля     |
| -------------- | ----------------- | -------- |
| Русские        | 382 013           | 67,69 %  |
| Армяне         | 55 028            | 9,75 %   |
| Грузины        | 4829              | 0,86 %   |
| Украинцы       | 2938              | 0,52 %   |
| Татары         | 2238              | 0,40 %   |
| Адыгейцы       | 2135              | 0,38 %   |
| Греки          | 1467              | 0,26 %   |
| Шапсуги        | 1252              | 0,22 %   |
| Абхазы         | 893               | 0,16 %   |
| Осетины        | 778               | 0,14 %   |
| Белорусы       | 714               | 0,13 %   |
| Азербайджанцы  | 695               | 0,12 %   |
| Черкесы        | 618               | 0,11 %   |
| Другие         | 108 769           | 19,26 %  |
| Итого          | 564 367           | 100,00 % |

### Русские
Русских в Сочи около 68 % всего населения. Русская община города ведёт своё начало от поселенцев конца XIX — начала XX века. В последнее время русское население стало постепенно увеличиваться как за счёт естественного прироста, так и за счёт переселения русских из других областей России.

### Армяне
Первые армяне-переселенцы появились в Сочинском округе в конце 60-х годов XIX века. Были приглашены из Трапезундского вилайета по предложению агронома И. А. Хатисова (который лично ездил в Турцию). В дальнейшем было ещё несколько потоков беженцев: в 1882 году и особенно много в 1915 году, во время геноцида армян на территории Османской империи.
После Спитакского землетрясения число армян из Армении  в городе значительно выросло.

### Адыги (черкесы)
Слова, входящие в состав топонима Сочи и топонимов из его окрестностей имеют в основном автохтонное происхождение: -псе (-пш) — вода (адыг.), -ста (-пста) — вода (убых.), ах- — высокий (абх.), -ных — святилище (абх.). На территории города Сочи по последним данным проживает больше 4 тыс. адыгов-шапсугов. Адыги-шапсуги являются одним из 12 племен адыгов, и коренным (автохтонным) населением этой местности. После окончания Кавказской войны, большинство адыгов было уничтоженно либо выселено в Османскую империю и Ближний Восток, как не желавшие подчинятся иноверцам. Ныне на территории Сочи преимущественно проживают в Лазаревском районе (пос. Лазаревское, аулы Хаджико, Калеж, Тхагапш, Большой Кичмай, пос. Головинка), а также в Туапсинском районе (аулы Агуй-Шапсуг, Большое и Малое Псеушхо, пос. Цыпка, пос. Георгиевская). Также из адыгов на территории округа проживают кабардинцы, бесленеевцы и др. Действует Черкесская международная общественная организация «Адыгэ-Хасэ».

### Грузины
Грузинская диаспора также достаточно старая, хотя многие её члены — потомки беженцев из Абхазии после грузино-абхазского конфликта в начале 1990-х (1992-1993г). В связи с ухудшением отношений между двумя странами в последнее время численность общины увеличивается слабо. В Сочи есть районы, где проживают потомки грузин, поселившихся здесь еще в XIX веке: с. Пластунка, Мамайка.

### Греки
Греческая община — одна из самых древних на побережье Чёрного моря, однако большинство сочинских греков — понтийские греки — потомки переселенцев из Османской империи конца XIX — начала XX веков. После массовых депортаций в Казахстан, и предшествующих им репрессий среди греческого населения, число греков в Сочи значительно сократилось, а в начале 1990-х большинство из оставшихся уехали в Грецию. В последнее время заметна тенденция к возвращению греков в Сочи. Много греков в Адлерском районе (Красная поляна, с. Лесное) и в п. Лазаревское.

### Сезонные рабочие
Сочи принимает значительное число рабочей силы из других регионов Российской Федерации, занятых главным образом в питании и сервисном обслуживании туристов. Сопоставимо с московскими и количество приезжих рабочих, занятых в муниципальном и частном строительстве — это в основном граждане Узбекистана, Таджикистана, Абхазии, Грузии, Белоруссии, Молдавии, Армении, Сербии.